# Andreas Rydelius
Andreas Rydelius (24. august 1671 – 1. maj 1738) var en svensk filosof og digter, der endte som biskop i Lund. Rydelius har en vigtig rolle i svensk filosofis historie og regnes sommetider som den første store svenske filosof.
Som student i Upsala kom han  at omgås professor Bilberg, der i Sverige udbredte kendskabet til den cartesianske filosofi, og i Rydelius fik denne en varm beundrer.
Rydelius dygtighed vakte snart opmærksomhed, og i 1699 flyttede han til Lund og i  1707 modtog han ansættelse som kommunitetsprovst. Tre år efter blev han udnævnt til professor i logik og metafysik og 20 år senere professor i teologi; 1734 blev han biskop over Lunds Stift.
Rydelius ansås for at være Sveriges lærdeste mand, og sikkert er det, at få har skrevet så meget på latin og svensk. Hans hovedværker var Nödiga förnuftsöfningar at lära känna thet sundas wägar och thet osundas felsteg, I—V (1718, på ny udgivet 1737 og 1766) og Sedebok (1731, sidst udgivet 1834).
Disse, samt Sententiæ Philosophicæ fundamentales (1731, oversat til svensk 1741), er de første udførlige filosofiske skrifter på svensk, hvori han på cartesiansk standpunkt søger selvstændig forening af tro og viden.
Hans svenske er tiltalende, om end ikke så afslebet som hans latin; men hans poesier (udgivne på ny igen 1868) viser overgangsstadier fra den stiernhielmske til den dalinske digtning, hvorom også hans skrift Grammatista philosophans (1714, sidst udgivet 1844) vidner.